# Élections législatives de 1968 dans les Pyrénées-Orientales
Les élections législatives françaises de 1968 se déroulent les 23 et 30 juin 1968. Dans le département des Pyrénées-Orientales, deux députés sont à élire dans le cadre de deux circonscriptions.

## Élus
| Circonscription | Député sortant | Parti | Parti       | Député élu ou réélu | Parti | Parti       |
| --------------- | -------------- | ----- | ----------- | ------------------- | ----- | ----------- |
| 1re             | Paul Alduy     |       | FGDS (SFIO) | Paul Alduy          |       | FGDS (SFIO) |
| 2e              | André Tourné   |       | PCF         | Arthur Conte        |       | UDR         |

## Résultats

### Résultats à l'échelle du département
| Parti          | Parti                                           | Premier tour | Premier tour | Second tour | Second tour | Sièges |
| Parti          | Parti                                           | Voix         | %            | Voix        | %           | Sièges |
| -------------- | ----------------------------------------------- | ------------ | ------------ | ----------- | ----------- | ------ |
|                | Union pour la défense de la République          | 54 613       | 43,84        | 63 407      | 49,56       | 1      |
|                | Union des républicains de progrès               | 54 613       | 43,84        | 63 407      | 49,56       | 1      |
|                |                                                 |              |              |             |             |        |
|                | Section française de l'Internationale ouvrière  | 20 102       | 16,14        | 35 825      | 28,00       | 1      |
|                | Convention des institutions républicaines       | 5 028        | 4,04         |             |             | 0      |
|                | Fédération de la gauche démocrate et socialiste | 25 130       | 20,17        | 35 825      | 28,00       | 1      |
|                |                                                 |              |              |             |             |        |
|                | Parti communiste français                       | 39 798       | 31,94        | 28 710      | 22,44       | 0      |
|                | Parti radical                                   | 2 803        | 2,25         |             |             | 0      |
|                | Parti socialiste unifié                         | 2 239        | 1,80         | 0           |             |        |
|                |                                                 |              |              |             |             |        |
| Inscrits       | Inscrits                                        | 165 135      | 100,00       | 165 513     | 100,00      | 2      |
| Abstentions    | Abstentions                                     | 37 797       | 22,89        | 34 146      | 20,63       |        |
| Votants        | Votants                                         | 127 338      | 77,11        | 131 367     | 79,37       |        |
| Blancs et nuls | Blancs et nuls                                  | 2 755        | 2,16         | 3 425       | 2,61        |        |
| Exprimés       | Exprimés                                        | 124 583      | 97,84        | 127 942     | 97,39       |        |

### Résultats par circonscription

#### Première circonscription (Perpignan-Est - Céret)
| Candidat       | Candidat                 | Parti          | Premier tour | Premier tour | Second tour | Second tour |  |
| Candidat       | Candidat                 | Parti          | Voix         | %            | Voix        | %           |  |
| -------------- | ------------------------ | -------------- | ------------ | ------------ | ----------- | ----------- |  |
|                | Jacques Godfrain         | UDR (URP)      | 27 218       | 41,04        | 31 280      | 46,61       |  |
|                | Paul Alduy sortant réélu | FGDS (SFIO)    | 20 102       | 30,31        | 35 825      | 53,39       |  |
|                | Joseph Albert            | PCF            | 16 768       | 25,28        | Retrait     | Retrait     |  |
|                | Antoinette Claux         | PSU            | 2 239        | 3,38         |             |             |  |
|                |                          |                |              |              |             |             |  |
| Inscrits       | Inscrits                 | Inscrits       | 89 060       | 100,00       | 89 429      | 100,00      |  |
| Abstentions    | Abstentions              | Abstentions    | 21 064       | 23,65        | 20 432      | 22,85       |  |
| Votants        | Votants                  | Votants        | 67 996       | 76,35        | 68 997      | 77,15       |  |
| Blancs et nuls | Blancs et nuls           | Blancs et nuls | 1 669        | 2,45         | 1 892       | 2,74        |  |
| Exprimés       | Exprimés                 | Exprimés       | 66 327       | 97,55        | 67 105      | 97,26       |  |

#### Deuxième circonscription (Perpignan-Ouest - Prades)
| Candidat       | Candidat             | Parti          | Premier tour | Premier tour | Second tour | Second tour |  |
| Candidat       | Candidat             | Parti          | Voix         | %            | Voix        | %           |  |
| -------------- | -------------------- | -------------- | ------------ | ------------ | ----------- | ----------- |  |
|                | Arthur Conte élu     | UDR (URP)      | 27 395       | 47,03        | 32 127      | 52,81       |  |
|                | André Tourné sortant | PCF            | 23 030       | 39,53        | 28 710      | 47,19       |  |
|                | André Roquère        | FGDS (CIR)     | 5 028        | 8,63         |             |             |  |
|                | Louis Monestier      | Radsoc         | 2 803        | 4,81         |             |             |  |
|                |                      |                |              |              |             |             |  |
| Inscrits       | Inscrits             | Inscrits       | 76 075       | 100,00       | 76 084      | 100,00      |  |
| Abstentions    | Abstentions          | Abstentions    | 16 733       | 22           | 13 714      | 18,02       |  |
| Votants        | Votants              | Votants        | 59 342       | 78           | 62 370      | 81,98       |  |
| Blancs et nuls | Blancs et nuls       | Blancs et nuls | 1 086        | 1,83         | 1 533       | 2,46        |  |
| Exprimés       | Exprimés             | Exprimés       | 58 256       | 98,17        | 60 837      | 97,54       |  |